# Glypta picta
Glypta picta là một loài tò vò trong họ Ichneumonidae.